# Выборы в Верховный Совет Эстонской ССР (1947)
Выборы в Верховный Совет Эстонской ССР прошли 16 февраля 1947 года. Это были первые выборы в Эстонии с момента её присоединения к СССР. В выборах участвовали только кандидаты единого блока коммунистов и беспартийных, в итоге занявшие все 100 мест в Верховном Совете. Среди избранных депутатов стоит выделить таких людей, как Иосиф Сталин (депутат от Таллинского избирательного округа № 9), Вячеслав Молотов (депутат от Таллинского избирательного округа № 2) и Андрей Жданов (депутат от Кохтла-Ярвского избирательного округа № 84).